# كلارنس بلات
كلارنس بلات (بالإنجليزية: Clarence Platt)‏ هو لاعب رماية أمريكي، ولد في 28 أكتوبر 1873 في كامدن في الولايات المتحدة، وتوفي في القرن العشرين.

## وصلات خارجية
- كلارنس بلات على موقع أوليمبيديا (الإنجليزية)